# صرين خرطومي
الصَّرِين الخُرْطُومِيّ هو نوع نباتات من جنس الصرين.